# Худяки (Черкасская область)
Худяки́ (укр. Худяки) — село в Черкасском районе Черкасской области Украины.

## Население
Население по переписи 2001 года составляло 2740 человек.

### Языковой состав
Родной язык населения по данным переписи 2001 года:
| Язык       | Численность, чел. | Доля     |
| ---------- | ----------------- | -------- |
| Украинский | 2 681             | 97,85 %  |
| Русский    | 54                | 1,97 %   |
| Другое     | 5                 | 0,18 %   |
| Итого      | 2 740             | 100,00 % |

## История
В июле 1995 года Кабинет министров Украины утвердил решение о приватизации находившегося здесь совхоза.

## Местный совет
19643, Черкасская обл., Черкасский р-н, с. Худяки, ул. Черкасская, 96а